# Ханибал (филм, 1959)
Вижте пояснителната страница за други значения на Ханибал.
„Ханибал“ (на италиански: Annibale) е италиански исторически филм, разказващ за живота на легендарния картагенски предводител Ханибал, заснет през 1959 година със спонсорството на американската кинокомпания Уорнър Брос.

## Сюжет
Ханибал (Виктор Матюр) начело на картагенската армия, състояща се от войници и бойни слонове, се опитва да прекоси заснежените Алпи, сключвайки примирие с вождовете на планинските племена, по пътя към голямата си цел, Рим. Един местен жител разменя свободата си, давайки ценни сведения на картагенеца. Наблизо в планината се намира вила, в която живеят сина и племенницата на влиятелен римски сенатор. Войниците на Ханибал атакуват вилата и довеждат пленниците в лагера. Мъдрият предводител развежда „гостите“ из лагера за да им демонстрива мощта на армията си и да разсее представата им, че картагенците са зли варвари. Ханибал, твърд и жесток към враговете си, но щедър към приятелите си се опитва да ги убеди, че всъщност той търси мир. Силвия (Рита Гам), племенницата на сенатора, очарована от мъжеството на варварина, пристига в Рим и разказва всичко на изумения си чичо, сенатора Квинт Фабий Максим (Габриеле Ферцети). Нейния разказ не впечатлява особено останалите сенатори, защото всички в Рим знаят, че на Ханибал не може да се вярва. В детството си той се е заклел над гроба на баща си да разруши „Вечния град“.
Силвия решава сама да проведе преговори с Ханибал и се връща в лагера му. Не успявайки да прикрива повече чувствата си към него, тя му ги признава и се превръща във враг на Рим. Родът на Максим е опозорен. Предателството на Силвия струва нейния живот, този на братовчед и, и на хиляди римски войници. Жертва на тази обречена любов става и непобедимият Ханибал.

## В ролите
- Виктор Матюр като Ханибал
- Габриеле Ферцети като Квинт Фабий Максим
- Рита Гам като Силвия
- Мили Витале като Данила
- Рик Баталия като Хасдрубал, брат на Ханибал
- Франко Силва като Махарбал
- Терънс Хил като Квинтилий
- Мирко Елис като Магон, брат на Ханибал
- Андреа Аурели като Гай Теренций Варон
- Андреа Фантазия като Паулус Емилиус
- Бъд Спенсър като Рутарио